# Sagalo (Mali)
Pour les articles homonymes, voir Sagalo (Burkina Faso).
Sagalo est une localité et une commune rurale malienne de l'arrondissement de Faraba dans le cercle de Kéniéba et la région de Kayes. 

## Géographie
Sa superficie est de 1 411,25 km2. 
En 2009, Sagalo comptait 15 830 habitants.
La population de la commune est composée majoritairement de Peuls, Malinkés, Dialonkés et de Maninkamuris[réf. souhaitée].

## Villages
La commune s'étend sur 17 localités relevées lors du recensement général de 2009. 
Les villages les plus peuplés sont :
- Dittin (2 059 habitants) ;
- Dakounta (1 514 habitants) ;
- Sagalo (1 444 habitants).

En 2023, la loi 2023-007 attribue à la commune 18 villages  :
- Sagalo
- Niaraya
- Fari
- Diré Dara
- Sabérécoulo
- Diré Houn
- Galama
- Diré Kébaly
- Diré Ouologo
- Timbo
- Kobéa
- Yallaya
- Sitaniyengué
- Alamakolon
- Dar-Salam 2
- Dittin
- Diégoumako
- Dacounta